# Pseudolimnophila (Pseudolimnophila) exsul exsul
Pseudolimnophila (Pseudolimnophila) exsul exsul is een ondersoort van de tweevleugelige Pseudolimnophila (Pseudolimnophila) exsul uit de familie steltmuggen (Limoniidae). De ondersoort komt voor in het Afrotropisch gebied.